# عضلة كمثرية

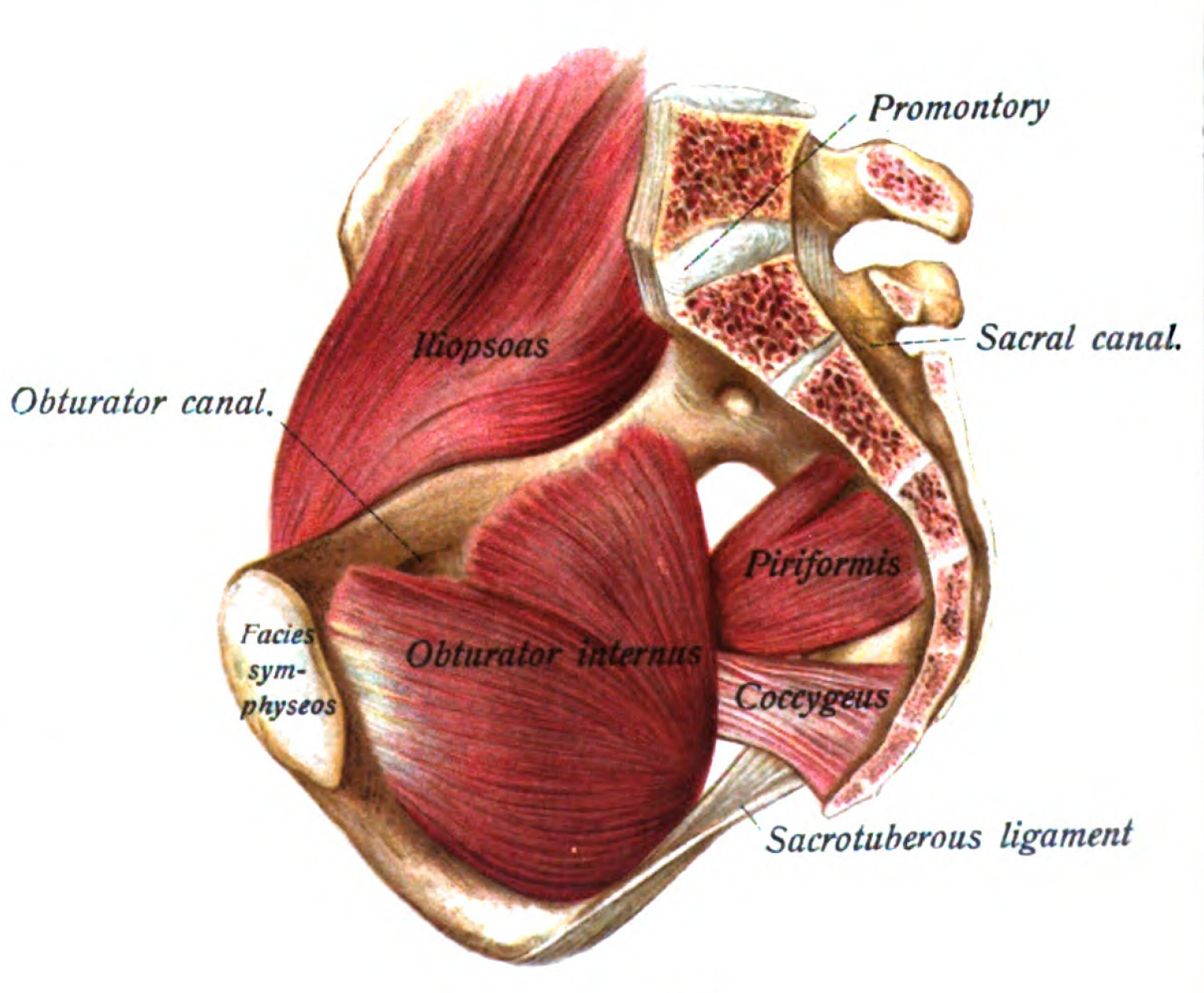
العضلة الكُمثرية (Piriformis Muscle)

العَضَلَةُ الكُمَّثْرِيَّة (بالإنجليزية:Piriformis Muscle)، هي عضلة من عَضلات الطَرف السُفلي لِجسم الإنسان.

## المَنشأ
تَنشأ العَضلة من الجُزء الأمامي للفَقرات العَجزية رَقم 2 و 3 و 4، الموجودة في منطقة الحَوض

## المَغرس
تَنغرس هذه العَضلة في قِمة النُتوء المدور الأكبر (Greater Trochanter) بِحيث تَعبر من الثُقب الوِركي الكَبير.

## العَصب
يَتصل بِها الفِرع الأمامي للعصب العجزي الأول والثاني.

## الحَركة
تَعمل بِشكل أَساسي على دَوران عَظمة الفَخذ (مِفصل الورك) للخارج (Lateral Rotation).